# Neutz-Lettewitz
Neutz-Lettewitz este o comună în Saxonia-Anhalt, Germania